# Тенесешть
Тенесешть, Тенесешті (рум. Tănăsești) — село у повіті Вилча в Румунії. Адміністративно підпорядковане місту Хорезу.
Село розташоване на відстані 187 км на північний захід від Бухареста, 33 км на захід від Римніку-Вилчі, 96 км на північ від Крайови, 138 км на захід від Брашова.

## Населення
За даними перепису населення 2002 року у селі проживали 194 особи, усі — румуни. Усі жителі села рідною мовою назвали румунську.